# دیوچوووتو
دیوچوووتو (به بلغاری: Divchovoto) یک منطقهٔ مسکونی در بلغارستان است که در شهرستان تتون، بلغارستان واقع شده‌است.